# 클레멘타인 (소프트웨어)
클레멘타인(Clementine)은 크로스 플랫폼 자유 오픈 소스 음악 플레이어이자 라이브러리이다. 이것은 아마록 1.4로부터 Qt4 프레임워크와 GStreamer 멀티미디어 프레임워크로 이식되었다. 크로스 플랫폼이기 때문에 유닉스 계열의 운영체제와 윈도, 맥 OS X에서도 사용이 가능하며, GNU 공중 라이센스에 의해 배포된다.
클레멘타인은 아마록의 1.4버전에서 2.0버전으로 판올림하는 과정에서 생긴 많은 사용자들의 비판을 받은 것으로부터 개발되기 시작하였다. 클레멘타인의 최초 버전은 2010년 2월에 배포되었다.

## 기능
- 다양한 포맷의 미디어 파일을 재생
- Spotify, Grooveshark, Jamendo, Last.fm, Magnatune, SKY.fm, SomaFM, Icecast, Digitally Imported, 사운드클라우드와 구글 드라이브 등의 인터넷 라디오를 청취할 수 있다.
- 사이드바와 정보패널에서 음악가 가사, 통계, 아티스트 바이오그라피와 사진등의 정보를 확인할 수 있다.
- 태그 편집기와 앨범 커버와 대기열 관리자
- Last.fm에서 커버아트 다운로드
- MusicBrainz에서 손실된 태그 가져오기
- ProjectM 오디오 시각화
- 팟캐스트 검색 및 다운로드
- 지능적이고 동적인 재생목록 생성
- 아이팟, 아이폰, MTP, USB형 MP3플레이어 등에 음악을 전송
- MP3, OGG, FLAC, AAC 간의 음악 변환
- Wii 리모콘과 MPRIS, 안드로이드를 이용한 원격조정
- 무드바 시각화

## 같이 보기
- 아마록

## 참조
1. 1 2  “about.cpp file”, 《Clementine》 (github.com), 2016년 7월 27일에 확인함
2. ↑  “Release 1.4.1-10-gefe886e0a · clementine-player/Clementine” (영어). 2024년 10월 22일에 확인함.
3. ↑  “Clementine Music Player”, 《Analysis Summary》 (Ohloh), 2012년 9월 13일에 확인함
4. ↑  유닉스 계열, 마이크로소프트 윈도우